# Лопес (мыс)
Лопес (фр. Cap Lopez) — мыс и полуостров длиной 55 км на западном побережье Центральной Африки в Габоне. Отделяет Гвинейский залив от Атлантического океана. Мыс находится в дельте реки Огове, недалеко от него расположен город Порт-Жантиль. С 1897 года на мысе расположен маяк, современное здание было построено в 1911 году.
Название мыс получил от имени португальского исследователя Лопеса Гонсалеса, который достиг его в 1474 году. В XVIII—XIX веках мыс был одним из центров работорговли. В 1862 году, согласно договору Франции с представителями местных племён, мыс перешёл под суверенитет Франции. В настоящее время мыс находится в составе габонской провинции Огове-Маритим. Здесь расположен нефтеналивной терминал, обеспечивающий экспорт значительной части габонской нефти.